# آسیاب رواکوه
آسیاب رواکوه مربوط به دوره قاجار است و در شهرستان جهرم، بخش سیمکان، دهستان پشت پر، ۲ کیلومتری شمال روستای کوشک حسن‌آباد واقع شده و این اثر در تاریخ ۲۷ بهمن ۱۳۸۷ با شمارهٔ ثبت ۲۴۷۲۰ به‌عنوان یکی از آثار ملی ایران به ثبت رسیده است.